# За фасадом империи. Краткий курс отечественной мифологии
За фасадом империи. Краткий курс отечественной мифологии — (укр. За фасадом імперії. Короткий курс вітчизняної міфології) — історична книга, написана Олександром Ніконовим 2012 року, випущена в Санкт-Петербурзі видавництвами «ЕНАС» і «Питер». Перевидана 2013-го.

## Про книгу
Головна ідея книги — дати відповідь на жартівливе запитання «чому росіяни не посміхаються?». Під цією тезою автор розуміє історичні аспекти, які вплинули на формування народу сучасної Російської федерації, їх світогляд тощо.
Автор пояснює проблеми російського суспільства історичними подіями, починаючи від часів Івана Грозного, створення Московського царства. Історія Росії, за словами автора, постійно повторюється.
Мета книги — допомогти читачам, зокрема молодому поколінню, позбутись ілюзій, які протягом століття насаджувались жителям СРСР завдяки переписуванню історичних подій і цензурі.

Книга умовно розділена на історичні епохи, окрема увага приділяється радянській добі історії. Зокрема, докладно описано поняття партноменклатури:
Номінально все в країні належало народу. Номенклатурі не належало нічого, окрім влади. Але оскільки номенклатура не була ні змінною, ні виборною, фактично все в країні належало їй. В тому числі й народ.

## Відгуки
Книга отримала дуже різні відгуки, від позитивних до вкрай негативних. Видання «Каспаров.ру» описує її як поєднання здорового раціоналізму і освіжаючого скептицизму мотивацій історичних сил і діячів.